# Ei Aoki
Ne doit pas être confondu avec Eir Aoi.
Pour les articles homonymes, voir Aoki.
Ei Aoki (あおき えい, Aoki Ei, parfois 蒼井 啓) est un réalisateur japonais d'anime né le 20 janvier 1973 et actuellement à la tête du studio d'animation TROYCA. 
Il est notamment le réalisateur des séries animées Girls Bravo, Ga-Rei: Zero, Hōrō Musuko, Fate/Zero, Aldnoah.Zero, ou Re:Creators.

## Biographie

### Débuts chez AIC et passage en indépendant
Aoki est originaire de Tokyo. Actif depuis la fin des années 1990, il est d'abord employé au studio Anime International Company (AIC), dont il sera membre jusqu'en 2005. Il se formera sous les ordres de Yasunori Ide (ja) (Onegai Teacher) et Katsuhito Akiyama (en).
Après la réalisation de Girls Bravo, il quitte son studio et travaille en freelance pendant une décennie, travaillant majoritairement avec les studios AIC et Ufotable. Il se fait alors remarquer dans le milieu en 2006, après avoir réalisé et story-boardé le 19e épisode de l'adaptation animée de Shuffle!, où sa représentation d'un personnage obsessionnel a fait beaucoup parler,, et par le premier épisode de sa série Ga-Rei Zero, préquelle au manga éponyme déguisé en histoire distincte du matériau original sous forme de coup monté, le site officiel de la série et divers médias publiant une table ronde avec Aoki détaillant un faux scénario et des personnages qui meurent en fait dès le premier épisode de la série.

### Période Ufotable et reconnaissance
Après son passage en réalisateur freelance, il gagne en renommée en même temps que le studio Ufotable avec le succès de la série de films The Garden of Sinners sur laquelle il travaillera ponctuellement du premier au huitième volet et qui sera un succès commercial et critique.
Ufotable l'engage ensuite pour qu'il réalise l'adaptation du roman de Gen Urobuchi Fate/Zero (préquelle à Fate/stay night, une franchise du même créateur que The Garden of Sinners) qui est produite au studio Ufotable et diffusée entre 2011 et 2012. L'adaptation est un succès critique,, régulièrement considéré comme un des meilleurs animes des années 2010,,. La série remporte 5 Newtype Anime Awards, dont celui de meilleur anime de l'année, et Aoki termine second meilleur réalisateur. Les deux coffrets Blu-ray de la série édités au Japon battront le record de l'anime le plus vendu en première semaine de vente, dépassant les 40 000 unités vendues tous les deux,.
En 2012, l'adaptation qu'il réalise de Hōrō Musuko reçoit pour sa technique visuelle une mention honorable pour un anime télévisé de la part de la Motion Picture and Television Engineering Society of Japan.

### Création de TROYCA
En mai 2013, il fonde le studio TROYCA avec deux autres anciens d'AIC, le producteur Toshiyuki Nagano, et le directeur de la photographie Tomonobu Kato, respectivement président-directeur général et vice-président du studio. Aoki occupe lui le poste de directeur et membre du conseil d'administration. La première série de TROYCA sera Aldnoah.Zero, où Aoki retrouve Gen Urobuchi pour le scénario de quelques épisodes, reformant le duo de Fate/Zero.
Aoki continue à réaliser chez TROYCA, en plus de son poste de dirigeant et de superviseur créatif sur diverses séries produites par le studio. En 2017, il y conçoit en partie le projet transmédia Re:CREATORS dont il réalise la série animée qui initie le projet, co-écrivant tous les épisodes, et y réalise en 2023 la série Overtake!. Il collabore également avec le studio NAZ, y réalisant la série Id:Invaded en 2020 puis son spin-off en ligne Id:Indeed, et participant à la création du projet Special Kid Factory.

## Style et influences
Né en 1973, Aoki admet avoir été marqué par l'ère de popularité des OVA dans l'animation japonaise dans les années 1980 et 1990, où de nombreuses séries courtes étaient vendues sur support physique dans le commerce avec moins de contraintes de forme et de fond que les séries télévisées. Il cite notamment Megazone 23, dont la non-happy end l'a marquée et dont la volonté d'en faire a influencé son style de réalisation, et l'adaptation du manga Area 88 (en), dont la conclusion mystérieuse et floue a inspiré son envie de ne pas trop expliciter tous les fils narratifs des œuvres qu'il réalise.
Il cite également le film japonais Gunhed et sa façon d'exploiter au maximum les limites matérielles du projet ; il ira jusqu'à référencer directement le film dans la série d'Ufotable Coyote Ragtime Show (en) à laquelle il a participé. De manière générale, il estime être plus influencé par le cinéma hollywoodien dans sa réalisation que par l'animation japonaise ; réalisant souvent des séries d'action et d'aventure, il cite notamment la réalisation et le montage des films de Christopher Nolan, J. J. Abrams, et Zack Snyder, mais en voulant garder un accent mis sur les personnages, leurs intentions et leur développement via leurs conflits, un aspect d'autant plus exploré dans Re:Creators où des personnages de fiction rejoignent le « monde réel » de leurs créateurs.

## Filmographie
Sauf mention contraire explicite, les informations de cette section sont tirées des cartons de crédits des œuvres mentionnées, ou de bases de données compilant ces mêmes crédits,.

### Séries télévisées principales
| Année     | Titre                                                         | Rôle(s) (génériques)                                                                          |
| --------- | ------------------------------------------------------------- | --------------------------------------------------------------------------------------------- |
| 2002–2003 | Petite Princess Yucie (en)                                    | Réalisation et story-board d'épisodes, animation-clé                                          |
| 2004      | Girls Bravo (saison 1)                                        | Réalisateur, story-board d'épisodes                                                           |
| 2005      | Girls Bravo (saison 2)                                        | Réalisateur, réalisation et story-board d'épisodes                                            |
| 2008      | Ga-Rei: Zero                                                  | Réalisateur, réalisation et story-board d'épisodes et des génériques                          |
| 2011      | Wandering Son                                                 | Réalisateur, réalisation et story-board d'épisodes                                            |
| 2011–2012 | Fate/Zero                                                     | Réalisateur, réalisation et story-board d'épisodes et de génériques (OP2, ED1)                |
| 2014–2015 | Aldnoah.Zero                                                  | Réalisateur, réalisation et story-board d'épisodes et de génériques (OP1, ED3)                |
| 2017      | Re:Creators                                                   | Réalisateur, co-scénariste, réalisation et story-board d'épisodes et de génériques (OP1, ED2) |
| 2018      | Idolish7                                                      | Superviseur                                                                                   |
| 2019      | The Case Files of Lord El-Melloi II: Rail Zeppelin Grace Note | Superviseur, story-board d'épisodes                                                           |
| 2020      | Id:Invaded                                                    | Réalisateur, réalisation et story-board d'épisodes                                            |
| 2020      | Idolish7 Second BEAT!                                         | Superviseur, réalisation et story-board d'épisodes                                            |
| 2021      | Idolish7 Third BEAT!                                          | Superviseur, rtory-board d'épisodes                                                           |
| 2023      | Overtake!                                                     | Réalisateur, réalisation, script et story-board d'épisodes et de générique (OP)               |
| TBD       | Special Kid Factory                                           | Superviseur                                                                                   |

### Films
| Année | Titre                                                        | Rôle(s)                                 |
| ----- | ------------------------------------------------------------ | --------------------------------------- |
| 2007  | The Garden of Sinners, film 1 : Thanatos                     | Réalisateur, story-board                |
| 2008  | The Garden of Sinners, film 3 : Persistante douleur          | Assistant réalisateur                   |
| 2009  | The Garden of Sinners, film 7 : Enquête criminelle 2.0       | Co-réalisateur, co-story-board,         |
| 2013  | The Garden of Sinners, film 8 : Future gospel - Extra chorus | Réalisateur, co-scénariste, story-board |

1. ↑  Le septième film Garden of Sinners est crédité au nom de Shinsuke Takizawa pour la réalisation et le story-board ; il s'agit d'un pseudonyme collectif utilisé par divers réalisateurs du studio Ufotable qui ont remplacé le réalisateur prévu initialement pour diriger le film.

### Autres
| Année     | Titre                                                                           | Type    | Rôle(s)                             |
| --------- | ------------------------------------------------------------------------------- | ------- | ----------------------------------- |
| 2018      | The Case Files of Lord El-Melloi II: Rail Zeppelin Grace Note - épisode 0       | Special | Superviseur, story-board            |
| 2018–2019 | Idolish7 Vibrato                                                                | ONA     | Superviseur, story-board d'épisodes |
| 2021      | Id:Indeed                                                                       | ONA     | Réalisateur-en-chef, scénariste     |
| 2021      | The Case Files of Lord El-Melloi II: Rail Zeppelin Grace Note - épisode spécial | Special | Superviseur                         |